# سينرجي للإنتاج الفني
سينرجي للإنتاج الفني (بالإنجليزية: Synergy Art Production) هي شركة مصرية. تأسست شركة سنيرجي في عام 2003 ، لـصاحبها تامر مرسي، واستطاعت في وقت قصير أن تكون من أكبر الشركات في قطاع الإعلام والإنتاج في الشرق الأوسط، بدأ نشاط الشركة في مجال الإعلانات، تحت عنوان «سينرجي للإعلان»، ثم بدأت في تحقيق الإنتاج التلفزيوني حتى وصل إلى 12 إنتاجًا تليفزيونيًا في عام 2017 فقط، إلى جانب الإنتاج التلفزيوني وبرامج التلفزيون والإعلانات ومقاطع الفيديو الموسيقية.

## أفلام من إنتاج الشركة
| السنه | الفيلم                                                   |
| ----- | -------------------------------------------------------- |
| 2018  | ليلة هنا وسرور - بني آدم - الكويسين                      |
| 2019  | الفيل الأزرق 2 - ولاد رزق 2                              |
| 2020  | لص بغداد - الغسالة - عفريت ترانزيت - الصندوق الأسود      |
| 2021  | وقفة رجالة - مش أنا - العارف - موسى                      |
| 2022  | واحد تاني - كيرة والجن - بحبك - فضل ونعمة                |
| 2023  | بيت الروبي - البعبع - آل شنب - أبو نسب - شوجر دادي - تاج |
| 2024  | السرب                                                    |

## مسلسلات من إنتاج الشركة[2]
| السنه | المسلسل |
| ----- | --- |
| 2007  | حق مشروع |
| 2008  | أدهم الشرقاوي - عدى النهار - قلب ميت |
| 2009  | حدف بحر - بشرى سارة |
| 2010  | برة الدنيا - أغلى من حياتي - أزمة سكر |
| 2011  | مسيو رمضان مبروك أبو العلمين حمودة |
| 2012  | فرقة ناجي عطا الله - الصفعة |
| 2013  | العراف |
| 2014  | صاحب السعادة - أنا عشقت |
| 2015  | أستاذ ورئيس قسم - ألف ليلة وليلة - مولانا العاشق |
| 2016  | مأمون وشركاه - القيصر - أبو البنات - الطبال - الكبريت الأحمر - سبع أرواح - شهادة ميلاد |
| 2017  | عفاريت عدلي علام - كفر دلهاب - أرض جو - الكبريت الأحمر 2: الكارما - اللهم إني صايم - في ال لا لا لاند - طاقة نور - بين عالمين - لمعي القط - هربانة منها - وضع أمني |
| 2018  | أبواب الشك - أيوب - ربع رومي - رسايل - ضد مجهول - فوق السحاب - كلبش 2 - مليكة - يوميات زوجة مفروسة أوي (ج4) |
| 2019  | ابن أصول - أبو جبل - البرنسيسة بيسة - الواد سيد الشحات - بحر - بدل الحدوتة تلاتة - بركة - بلا دليل - حكايتي - حواديت الشانزليزيه - زلزال - شبر مية - طلقة حظ - علامة استفهام - قمر هادي - كلبش 3 - لآخر نفس - لمس أكتاف - هوجان                                                                                           |
| 2020  | الأخ الكبير - بت القبايل - بخط الإيد - حكايات بنات (ج4) و(ج5) - ختم النمر - البرنس - الفتوة - النهاية - الاختيار - فرصة تانية - ليالينا 80 - ونحب تاني ليه - رجالة البيت - عمر ودياب - إلا أنا - الوجه الآخر - إسعاف يونس - قوت القلوب - قوت القلوب 2 - ضربة معلم - شديد الخطورة - خيط حرير - جمال الحريم: المكتوب - لؤلؤ |
| 2021  | الاختيار 2 - ضل راجل - هجمة مرتدة - بين السما والأرض - موسى - كوفيد-25 - نسل الأغراب - أحسن أب - الدايرة - القاهرة كابول - اللي مالوش كبير - النمر - حلوة الدنيا سكر - نجيب زاهي زركش - ورا كل باب - ورا كل باب 2 - أجازة مفتوحة - في بيتنا روبوت - في يوم وليلة                                                          |
| 2022  | الاختيار 3 - الكبير أوي 6 - جزيرة غمام |
| 2023  | الكتيبة 101 - الكبير أوي 7 - حكايات جروب الدفعة - حكايات جروب الماميز - سوق الكانتو - سره الباتع - ضرب نار |
| 2024  | حق عرب - الحشاشين - المعلم - بيت الرفاعي - الكبير أوي 8 |
| 2025  | قهوة المحطة - فهد البطل - حكيم باشا ـ الغاوي - وتقابل حبيب |

## برامج من إنتاج الشركة
| السنه | البرنامج                    |
| ----- | --------------------------- |
| 2016  | نعم أنا مشهور               |
| 2017  | تلاتة في واحد               |
| 2018  | شريط كوكتيل                 |
| 2019  | الأوضة - سهرانين            |
| 2020  | أبلة فاهيتا (الموسم السابع) |

## مسرحيات من إنتاج الشركة
| السنه | المسرحية  |
| ----- | --------- |
| 2020  | اللوكاندة |

## وصلات خارجية
- سينرجي للإنتاج الفني على موقع IMDb (الإنجليزية)
- سينرجي للإنتاج الفني على موقع قاعدة بيانات الأفلام العربية
- 10 معلومات عن تامر مرسي رئيس «إعلام المصريين» الجديد - مصراوى